# Dorsoduro

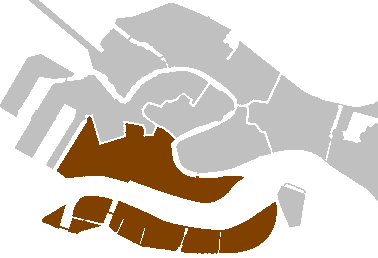
O sestiere de Dorsoduro

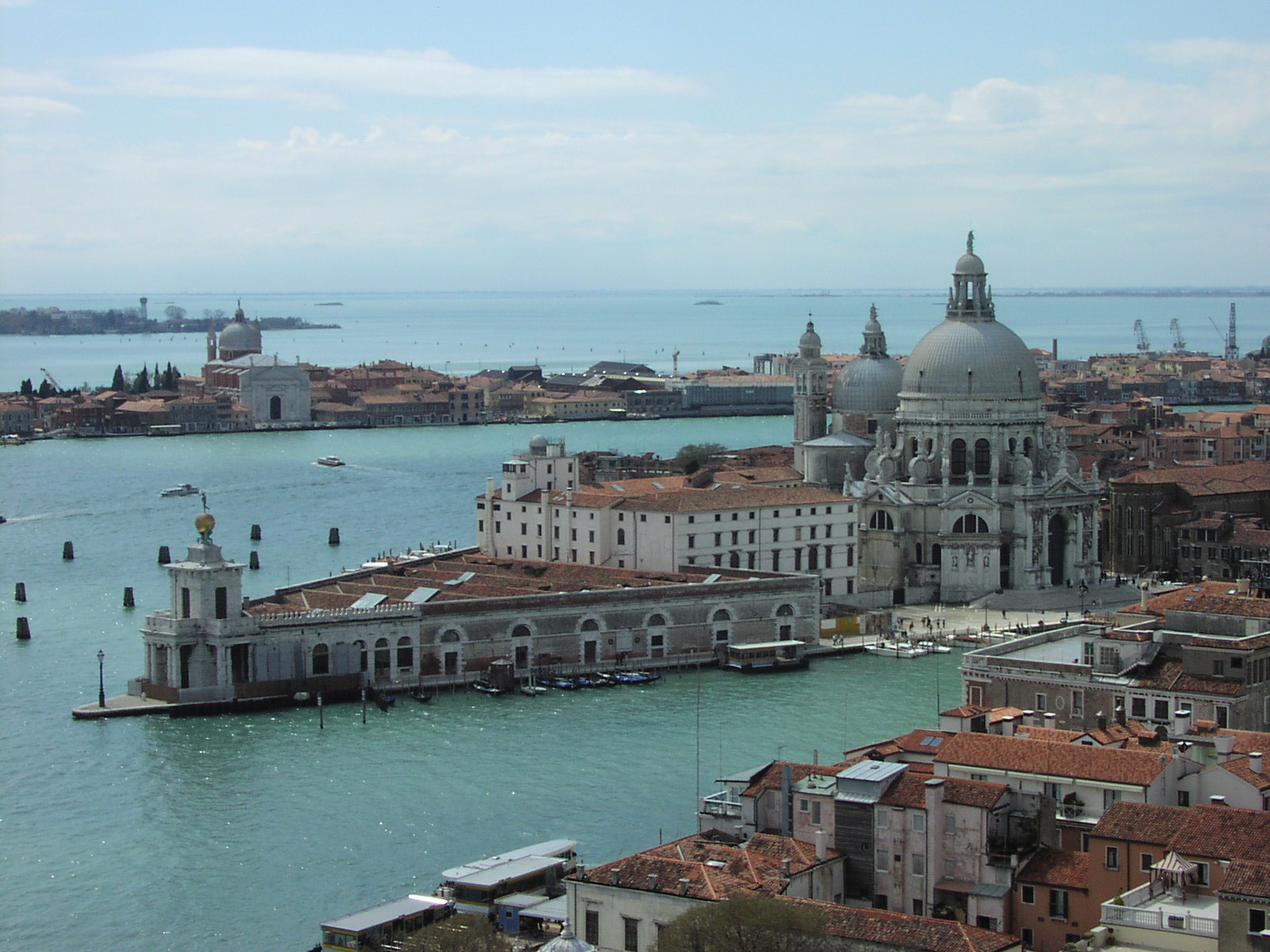
A Alfândega, a Salute e a Giudecca

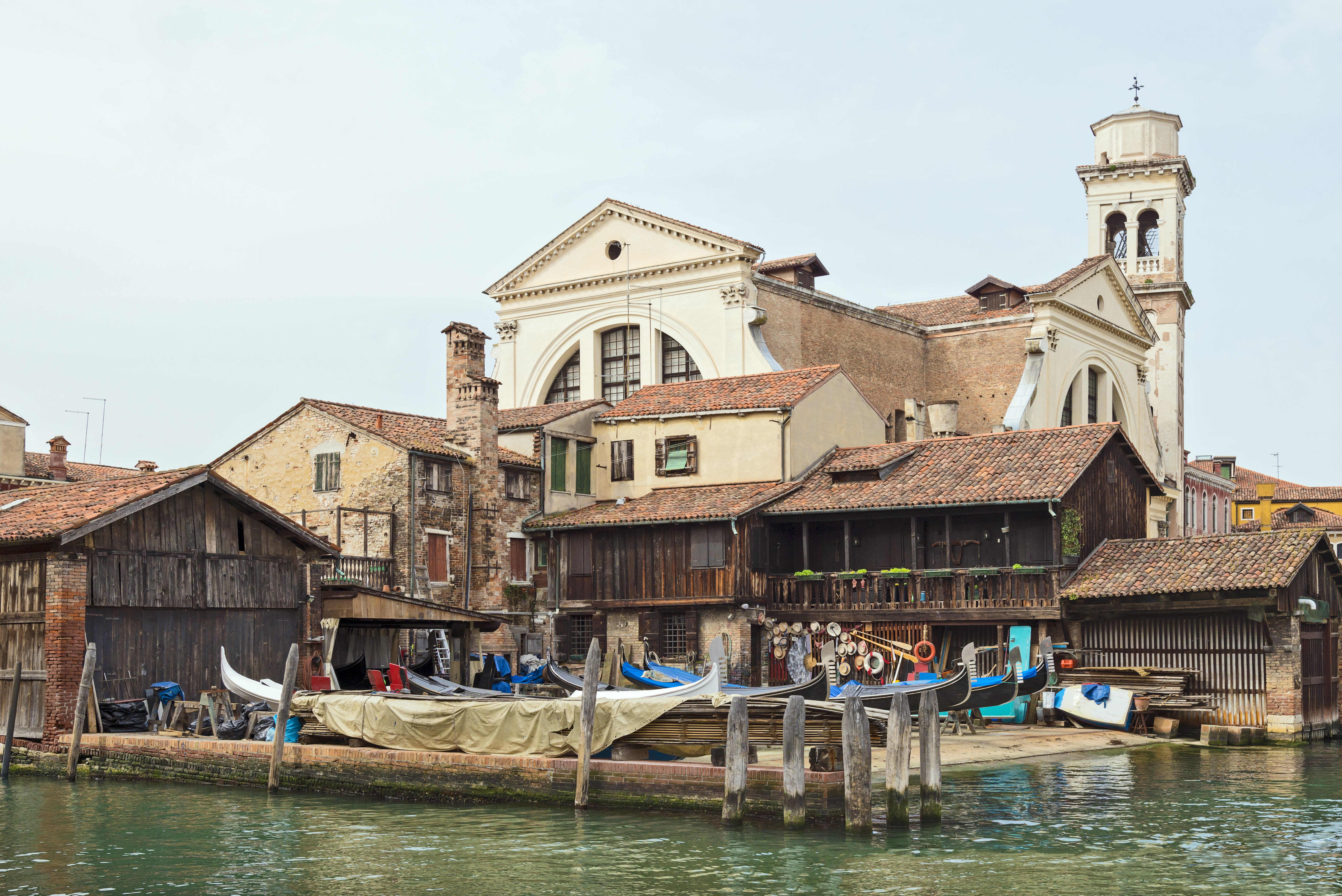
San Trovaso

Dorsoduro é o sestiere mais meridional de Veneza. Fica a sul dos sestieri de Santa Croce e San Polo, englobando as ilhas situadas do outro lado do canal da Giudecca, à exceção da ilha de San Giorgio Maggiore que pertence ao sestiere de San Marco.
O seu nome provém da natureza do terreno, mais duro que as terras envolventes.

## Geografia
A norte, o sestiere está separado do de Santa Croce, e, de oeste para leste, pela sequência dos canais Scomenzera, Santa Maria Maggiore, Rio Nuovo, Malcantòn, Ca' Foscari e San Pantalòn. O canal da Frescada separa-o do sestiere de San Polo até ao Grande Canal. O limite do sestiere segue o Grande Canal até à Alfândega de Veneza. 
Atravessando o canal da Giudecca, o sestiere compreende igualmente as ilhas da Giudecca, de Sacca Fisola e de Sacca San Biagio na ponta ocidental da Giudecca.

## História
A parte ocidental que constituía a ilha de Mendigola foi colonizada antes do Rialto se tornar em 828 o centro vital de Veneza. No lugar desta ilha, foi construído no século XI a igreja de San Nicolò dei Mendicoli.
As ilhas adjacentes foram colonizadas até à Ponta da Alfândega. A última zona a sê-lo foi aquela onde hoje está a Basílica de Santa Maria della Salute.
Além do Grande Canal, fica o sestiere de San Marco, sendo o acesso feito pela Ponte da Academia.

## Igrejas e monumentos
Entre as igrejas principais do sestiere, estão a Igreja de Santa Maria dei Carmini, a Salute, num dos mais belos locais de Veneza no final do Grande Canal, e a igreja de São Sebastião e os seus Veronese. Cita-se igualmente a igreja de São Pantaleão e o seu trompe-l'oeil, a igreja de Santo Ângelo Rafael, a igreja de São Nicolau dei Mendicoli, a igreja de São Barnabé, a Ognissanti e a igreja de São Trovaso. Sobre o famoso cais Zattere ao longo do canal da Giudecca, podem-se ver a igreja da Visitação, a igreja dos Gesuati (uma ordem extinta pelo Papa Clemente IX em 1668) e a igreja do Espírito Santo, enquanto que na ilha da Giudecca estão a igreja de Santa Eufémia, a igreja do Redentor e a Igreja das Zitelle.
Entre os palácios, refere-se a Ca' Rezzonico, com o seu museu do século XVIII, o Palazzo Moro, o Palazzo Loredan, o Palazzo Barbarigo e a Ca' Dario, todos sobre o Grande Canal.
O museu mais importante é certamente a Galeria da Academia, frente à ponte do mesmo nome. A Scuola Grande dei Carmini contém um conjunto de pinturas de Tiepolo. Entre a Academia e a Salute, a Coleção Peggy Guggenheim expõe obras contemporâneas no Palácio Venier dei Leoni.
Entre os espaços públicos, encontra-se o Squero de San Trovaso, onde se pode ver um atelier de construção de gôndolas e o cais dos Zattere, que constitui ao longo dos seus 1500 metros um dos passeios mais agradáveis da cidade.